# Niina Jyrkiäinen
Niina Jyrkiäinen (* 22. Februar 1975 in Göteborg) ist eine frühere finnische Biathletin.
Niina Jyrkiäinen arbeitet als Physiotherapeutin und lebt in Tampere. Sie begann 1987 mit dem Biathlonsport und startete für Kauhajoen Karhu. In Ruhpolding nahm sie 1999 erstmals an Rennen im Biathlon-Weltcup teil. In ihrem ersten Sprint belegte sie den 86. Platz, mit der Staffel wurde sie an der Seite von Katja Holanti, Outi Kettunen und Annukka Mallat Vierte. Nur kurz darauf nahm sie in Kontiolahti erstmals an Biathlon-Weltmeisterschaften teil. Im Sprint konnte sie sich als 37. für das Verfolgungsrennen qualifizieren, in dem sie den 43. Platz belegte. In Östersund gewann die Finnin gegen Ende der folgenden Saison als 24. eines Verfolgungsrennens ihre ersten Weltcuppunkte. Dabei hatte sie sich vom für die Verfolgungs-Qualifikation maßgeblichen 50. Platz im Sprint um 26 Plätze verbessert. Beim letzten Weltcup vor den Biathlon-Weltmeisterschaften 2001 in Antholz belegte Jyrkiäinen im Sprint einen 17. Platz und erreichte damit ihr bestes Resultat in einem Weltcuprennen. Bei der WM in Pokljuka wurde sie 58. des Einzels, 69. des Sprints und mit Holanti, Sanna-Leena Perunka und Eija Salonen 12. des Staffelrennens. Zum dritten und letzten Mal startete sie 2003 in Chanty-Mansijsk bei einer Weltmeisterschaft. Nach der WM nahm sie nur noch einmal, 2005 für zwei Rennen im Europacup, in internationalen Rennen teil. In Gurnigel wurde sie sowohl in einem Sprint wie auch in einer Verfolgung hinter Irina Malgina und Christelle Gros Dritte.
National gewann Jyrkiäinen 1998 den Titel als Finnische Meisterin im Einzel.

## Bilanz im Biathlon-Weltcup
Die Tabelle zeigt alle Platzierungen (je nach Austragungsjahr einschließlich Olympische Spiele und Weltmeisterschaften).
- 1.–3. Platz: Anzahl der Podiumsplatzierungen
- Top 10: Anzahl der Platzierungen unter den ersten zehn (einschließlich Podium)
- Punkteränge: Anzahl der Platzierungen innerhalb der Punkteränge (einschließlich Podium und Top 10)
- Starts: Anzahl gelaufener Rennen in der jeweiligen Disziplin

| Platzierung | Einzel | Sprint | Verfolgung | Massenstart | Team | Staffel | Gesamt |
| ----------- | ------ | ------ | ---------- | ----------- | ---- | ------- | ------ |
| 1. Platz    |        |        |            |             |      |         |        |
| 2. Platz    |        |        |            |             |      |         |        |
| 3. Platz    |        |        |            |             |      |         |        |
| Top 10      |        |        |            |             |      | 6       | 6      |
| Punkteränge |        | 2      | 2          |             |      | 10      | 14     |
| Starts      | 8      | 21     | 10         |             |      | 10      | 49     |